# Laberinto (canción)
«Laberinto» es una canción interpretada por el cantautor mexicano Aleks Syntek a dueto con la banda de electropop Belanova. La canción fue lanzada por la empresa discográfica EMI Latin como el tercer sencillo oficial del tercer álbum de estudio de Syntek, Lección de vuelo (2007).

## Lista de canciones
1. «Laberinto» - 4:17 (Aleks Syntek y Belanova)[4]

## Posicionamiento en listas
| País (Lista 2004)                                 | Posición más alta |
| ------------------------------------------------- | ----------------- |
| Colombia (National Report Colombia Top 100)       | 10                |
| Estados Unidos (Billboard Bubbling Under Hot 100) | 16                |
| Estados Unidos (Billboard Hot Latin Songs)        | 8                 |
| Estados Unidos (Billboard Latin Airplay)          | 5                 |
| Estados Unidos (Billboard Latin Pop Airplay)      | 12                |
| México (Los 40)                                   | 1                 |

| País (Lista 2004)                            | Posición más alta |
| -------------------------------------------- | ----------------- |
| Estados Unidos (Billboard Hot Latin Songs)   | 14                |
| Estados Unidos (Billboard Latin Pop Airplay) | 9                 |